# Renata Lúcia
Renata Lúcia de Oliveira Carvalho  (Belém, 20 de outubro de 1978) é uma voleibolista indoor brasileira, atuante na posição de Central, com marca de alcance de 296 cm no ataque e 279 cm no bloqueio, que na categoria de base da Seleção Brasileira conquistou a medalha de prata no Campeonato Mundial Juvenil de 1995 na Tailândia e nesta categoria também fou medalhista de ouro no Campeonato Sul-Americano de 1996 na Venezuela.Na seleção principal conquistou a medalha de ouro nos Pan de Winnipeg 1999.Em clubes possui uma medalha de bronze no extinto Torneio Internacional Salonpas Cup de 2006.

## Carreira
Em 1994 conquistou o título da Copa Norte-Nordeste, neste mesmo ano no Campeonato Brasileiro de Seleções conquistou dois títulos, um na categoria infanto-juvenil e outro na juvenil. Recebeu convocação para seleção brasileira para disputar o Campeonato Mundial Juvenil de 1995, quando conquistou a medalha de prata em Bangkok, Tailândia, e no ano seguinte foi ouro no Campeonato Sul-Americano Juvenil realizado em Caracas, Venezuela.
Defendendo a equipe do BCN/Osasco sagrou-se campeã paulista no ano de 1997 e obteve o sétimo lugar na Superliga Brasileira A 1997-98 e nesta mesma equipe conquistou três vice-campeonatos consecutivos nos anos de 1998, 1999 e 2000.Na Superliga Brasileira A 1998-99 terminou em quinto lugar e terceiro lugar na edição 1999-00.
Renata foi convocada pelo então técnico da Seleção Principal, Bernardo Rezende, para disputar a edição do Pan de Winnipeg 1999 e participou da equipe que conquistou a medalha de ouro de forma invicta, trinta e seis anos depois da última conquista na competição.Jogando pelo BCN foi campeã dos Jogos Abertos do Interior de São Paulo em 2000. Transferiu-se para o Blue Life /Pinheiros onde conquistou a Copa São Paulo de 2000 e o sétimo lugar na Superliga Brasileira A 2000-01, mesma colocação obtida na Superliga Brasileira A 2001-02.
Em 2002 competiu pelo Blue Life /Pinheiros no Campeonato Paulista. Na Superliga 2002-03 terminou em sétimo lugar atuando pelo Blue Life/Pinheiros.Em 2003 passou atuar pelo ACF/Campos, clube pelo qual foi campeã carioca e ouro na Supercopa ambos resultados obtidos em 2003, e na Superliga Brasileira A 2003-04 terminou na sexta colocação.
No ano de 2004, Renata continuou no clube carioca que utilizou a alcunha de Oi/Campos por mais uma temporada, conquistando o título do Intermunicipal do Rio de Janeiro, obtendo a prata no Campeonato Carioca neste mesmo ano. Ao disputar pelo clube supramencionado a Superliga Brasileira A 2004-05 conquistou o bronze desta edição.
Na temporada 2005-06 defendeu o Oi/Macaé conquistando o bronze da Superliga Brasileira A correspondente a temporada e renovou com mesmo clube para temporada seguinte, este com novo patrocinador, utilizando a alcunha de Cimed/Macaé atuando por este clube no extinto Torneio Internacional do  Salonpas Cup 2006 sediado em São Paulo, onde contribui para o clube conquistar a inédita medalha de bronze e novamente Renata avança as semifinais, mas encerrou desta vez em quarto lugar.
Transferiu-se para o time catarinense do Brasil Telecom/Brusque conquistou o título do Campeonato Catarinense de 2007 e disputou a edição da Liga Nacional  de 2007, quando atuando conquistando  o título e a qualificação para Superliba Brasileira A 2007-08 e ao disputar Superliga Brasileira A desta temporada conseguiu chegar as semifinais e pela quarta vez consecutiva em sua carreira, encerrando no quarto lugar.
Continuou na equipe do Brasil Telecom/Brusque para as competições da jornada 2008-09 conquistando o bicampeonato catarinense em 2008 e pela quinta vez consecutiva de sua carreira conseguiu avançar as semifinais da Superliga Brasileira A, encerrando nesta temporada no quarto lugar.
Na temporada 2010-11 jogou pelo São Bernardo/BMG avançando as quartas de final e terminando em oitavo lugar na Superliga Brasileira A correspondente a esta temporada.
Renta permaneceu por mais uma temporada pelo time de São Bernardo, ocasião que disputou a Superliga Brasileira A 2011-12 encerrando em oitavo lugar. Continuou na equipe de São Bernardo na temporada 2012-13, terminando em décimo lugar, ou seja, a última posição, sendo a equipe rebaixada.

## Títulos e resultados
- Liga Nacional de Voleibol Feminino:2007[10]
- Superliga Brasileira A:1999-00,[3] 2004-05,[2] 2005-06[3]
- Superliga Brasileira A:2006-07,[3] 2007-08,[3] 2008-09
- Campeonato Paulista:1997[2]
- Campeonato Paulista:1998,[2]1999,[2] 2000[2]
- Campeonato Catarinense:2007,[9] 2008[13]
- Supercopa:2003[2]
- Campeonato Carioca:2003[2]
- Campeonato Carioca:2004,[2] 2005
- Copa São Paulo:2000[2]
- Campeonato Intermunicipal do Rio de Janeiro:2004[2]
- Jogos Abertos do Interior de São Paulo:2000[2]
- Campeonato Brasileiro de Seleções Juvenil:1994[2]
- Campeonato Brasileiro de Seleções Infanto-Juvenil:1994[2]
- Torneio Cidade de Brasília:2005-06
- Copa Norte-Nordeste:1994[2]

## Premiações individuais
[carece de fontes?]